# Op afbetaling
Op afbetaling  is een roman van de Nederlandse schrijver Simon Vestdijk. Het verhaal werd in 1952 binnen enkele maanden geschreven en nog datzelfde jaar uitgegeven door De Bezige Bij. Het is opgenomen als deel 25 in de collectie van Vestdijks Verzamelde romans.

## Verhaal
De roman bestaat uit meerdere verhaallijnen. De hoofdlijn is de strijd die hoofdfiguur Henk Grond, een jonge advocaat, vooral met zichzelf voert nadat hij zijn echtgenote Olga betrapt meent te hebben met zijn oudere confrère en baas, Grewestein. Grond voert zijn strijd op een indirecte wijze, waarbij hij Olga haar vermeende schuld wil laten afbetalen. Na het waargenomen overspel meent de hoofdpersoon vanaf dan "vrij" te zijn, omdat hij immers niet meer bang hoeft te zijn voor overspel. Niettemin worstelt hij na de ontdekking met beangstigende hallucinaties.
Stapsgewijs straft hij Olga, eerst door geen seks meer te hebben door te doen alsof hij daarbij pijn lijdt. Later laat hij haar min of meer opzettelijk van een trapje vallen, waardoor zij haar dijbeen verbrijzelt en voortaan mank loopt. Grond confronteert Olga noch Grewestein met het overspel, maar het is in het boek continu aanwezig.
Daardoorheen loopt de lijn die de totale aftakeling van zijn beste vriend Krynie beschrijft. Deze vroeg op onbeholpen wijze om hulp van Grond omdat hij wordt gechanteerd. Krynie wordt afgeperst door de souteneur van het meisje, omdat hij homoseksueel zou zijn. Grond komt via zijn werk in contact met Mien, de madam van het meisje. Zich vrij voelend van zijn vrouw heeft Grond min of meer vaste omgang met haar. Hij heeft haar innig lief, hoewel zij als grove gezette vrouw het tegendeel is van zijn elegante en beschaafde echtgenote. Als gevolg van de chantage en omdat het hem niet lukt de prostituee uit het bordeel weg te lokken, pleegt Krynie zelfmoord.
Als Grewestein zich laat ontvallen dat hij een rol gespeeld heeft bij de afpersing beheerst Grond zich niet meer en slaat hij hem dood. Hij laat het op een roofmoord lijken en het blijft ongestraft. De onbenullige politieagenten die Grond en Olga verhoren leggen namelijk geen link tussen Grewestein en Grond vanwege het overspel, hoewel zij een foto van Olga bij Grewestein hebben aangetroffen.
Het boek eindigt ermee dat Grond "klaar" is. Het lijkt erop dat hij zijn oude leven met Olga weer kan oppakken.

## Ontvangst en interpretatie
Het boek werd met veel onbegrip ontvangen en was omstreden. In juni 1953 verscheen een artikel van een boekhandelaar over de "walgelijke levensontluistering in de hedendaagse burgerlijke Nederlandse letteren." Van elke zes exemplaren die hij van het boek Op afbetaling verkocht, kwamen er vier exemplaren terug om te ruilen. Vestdijks echtgenote Mieke vond het boek "het meest nare" (en Ierse nachten het mooiste).
In haar recensie van het boek uitte Jeanne van Schaik-Willing kritiek op het boek. Vanwege de vele seksuele details vond ze het verhaal niet geschikt voor kinderen en noemde ze de wereld die in het boek beschreven werd pathologisch. Volgens haar heeft de schrijver de normen van goed en kwaad geannuleerd. De hallucinaties wijzen volgens Van Schaik in de richting van de Christusfiguur, hoewel Vestdijk volgens haar God heeft "weggedacht". Vestdijk, die met Willing bevriend was, reageerde begin 1953 op de recensie met een brief. Volgens Vestdijk had hij goed en kwaad niet weggedacht, maar heeft hij zich laten meeslepen door de gebeurtenissen die de hoofdpersoon meemaakte, en volgde hij die met belangstelling. De wandaden van Grond vloeien voort uit zijn natuur. Volgens Vestdijk wil Grond terug naar de onschuld van vóór het overspel - door de dader (een monster in zijn visioenen), te vermoorden.
Maarten 't Hart vond het een moeilijke roman, zo schreef hij bij een heruitgave van het boek in 1978. Het werd hem niet duidelijk wat het verband was tussen de twee verhaallijnen, het overspel-jaloezieverhaal en het chantageverhaal. In 1986 schreef 't Hart dat Vestdijk "voor veel mensen zo'n onverteerbaar auteur" is omdat hij niet geïnteresseerd lijkt te zijn of gedrag goed of slecht is. Hij laat mensen in dit boek optreden die erg slecht zijn. Vestdijk beschrijft volgens 't Hart die mensen niet als slecht maar als fenomenen, als voorwerpen.
Volgens Ed van Dompelaar handelt het boek over vrijheid, waarbij Vestdijk zich afzet tegen de vrijheidsgedachte van Sartre, waarbij iemand alleen vrij kan zijn als hij ook de vrijheid van anderen tot doel heeft. De figuren uit het boek staan volgens Van Dompelaar ook voor de planeten uit de astrologie. Zo is Grond de planeet Mars, Mien is Venus, etc.

## Verfilming
Op afbetaling werd in 1992 verfilmd door Frans Weisz in opdracht van de VPRO, oorspronkelijk als tv-film in drie delen. De rol van Henk Grond werd gespeeld door Gijs Scholten van Aschat, Olga werd gespeeld door Renée Soutendijk, Miep door Annet Malherbe, terwijl de oudere advocaat Grewenstein leven ingeblazen werd door Coen Flink.